# Alectridium
Alectridium is een monotypisch geslacht van straalvinnige vissen uit de familie van stekelruggen (Stichaeidae). Het geslacht is voor het eerst wetenschappelijk beschreven in 1912 door Gilbert & Burke.

## Soort
- Alectridium aurantiacum Gilbert & Burke, 1912